# Карл фон Базедов
Карл Адолф фон Базедов био је немачки лекар и један од тројице лекара који је описао синдром егзофталмиичке струме која је касније названа Грејвс-Базедовљева болест.

## Живот и каријера
Карл Адолф фон Базедов рођен је 28. марта 1799 у Десау, Немачка. Дипломирао је на Универзитету у Халеу. Општу лекарску праксу започео је у Мерсебургу 1822. Наредне 1823. године оженио се госпођицом Луизом ћерком Окружног нотара и постао главни градски лекар у Мерсебургу, граду са 8.000 становника, и на тој позицији је остао до краја свог живота. У њиховом браку родиле се две старије ћерке од којих је проистекло једанаест унучади. Њихов син је живео у Француској и није имао деце, а њихова најмлађа ћерка умрла са 6 месеци. За фон Базедова су говорили да је био веома привржен породици и да је био нежан отац. Упркос његовим бројним обавезама јувек је имао времена да слуша музику са својим ћеркама, посећује концерте, пешачи и одлази у лов.
Карл фон Базедов је имао репутацију свестраног човека модерног размишљања, и пацијентима преданог породичног лекара који је имао и способност предвиђања будућих кретања. Као непрестано ангажован лекара за "град и земљу", он је очито био веома социјално оријентисан, постоји податак да је често без надокнаде лечио пацијенте. То доказује и чињеница да је 1831. добровољно и без надокнаде помогао у бори против епидемије колере у Марсебургу. Гледано из данашње перспективе Базедова видимо како свеобухватног способног лекара опште праксе који је дао лични печат тим временима. Тако је, др Базедов заинтересован за истраживања вршио обдукције многих његових пацијената како би открио узрок смрти. Дирнут мистериозном смрћу његовог најмлађег детета лично је извршио обдукцију. У обдукционом записнику др фон Баздова између осталог стоји:
| „ | Девојчица, нажалост моја беба умрла ћерка. . . . При аутопсија срце је апсолутно здраво и нормално, међутим, у плућима, јетри, слезини, и мезентериум било је више туберкулума величине грашка, неки од њих већ прилично меких. | ” |

Умро је у Мерсебургу 1854, након што се инфицирао пегавим тифусом из леша који је сецирао.

## Дело
Велики историјски значај, имало је откриће и први опис болести која је по њему названа "Базедова болест" у марту 1840. У ствари, Базедове је био први лекар који је дефинисао повезаност три карактеристична симптоме у овој болести; егзофталмус, лупања срца и гушавост. Он је препознао овај синдром - у историји медицине назван "Мерсебургска тријада", како је описана у уџбеницима - након посматрања четири пацијената током периода од 11, 10, 5, и 2 године. Базед у својим истраживањима није описао само везу између тријаде симптома, већ је такође покушао да објасни и патофизиолошке механизме ове необичне комбинације оболелих органа. Према наслову "Егзофталмус изазван хипертрофијом ткива у орбити", може се закључити да је Баздов заправо доказао да егзофталмус није изазван променама у очној јабучици, већ променама у ткиву иза њих.